# لوكا رانييري
لوكا رانييري (مواليد 23 أبريل 1999) هو لاعب كرة قدم إيطالي يلعب كمدافع في نادي سبال على سبيل الإعارة.

## روابط خارجية
- لوكا رانييري على موقع الاتحاد الأوربي (الإنجليزية)
- لوكا رانييري على موقع قاعدة بيانات كرة القدم.إي يو (الإنجليزية)
- لوكا رانييري على موقع Soccerway.com (الإنجليزية)
- لوكا رانييري على موقع عالم كرة القدم.نت (الإنجليزية)